# Světový pohár v biatlonu 2020/2021 – Nové Město na Moravě 2
9. podnik Světového poháru v biatlonu v sezoně 2020/2021 probíhal od 11. do 14. března 2021 ve Vysočina aréně v Novém Městě na Moravě. Přímo navazoval na předchozí podnik, který se zde uskutečnil o týden dříve.
Těchto  závodů se stejně jako ve všech předcházejících podnicích tohoto ročníků nezúčastňovali diváci a dodržovaly se přísná opatření proti nákaze covidem-19: každý třetí den byli všichni účastníci testováni. Žili v několika tzv. „biatlonových bublinách“ které jsou maximálně odděleny: v červené jsou týmy, v modré organizátoři včetně rozhodčích a ve žluté novináři.
Při testech byl zjištěn jako pozitivní švédský trenér Mattias Nilsson, a proto byli ostatní švédští trenéři odesláni do karantény. Museli je zastoupit další členové realizačního týmu i někteří závodníci, např. Mona Brorssonová.

## Program závodů
Oficiální program:
| Datum      | Disciplína           | Začátek (SEČ) | Počet závodníků |
| ---------- | -------------------- | ------------- | --------------- |
| 11. března | Sprint (muži)        | 17.30         | 104             |
| 12. března | Sprint (ženy)        | 17.30         | 103             |
| 13. března | Stíhací závod (muži) | 14.45         | 59              |
| 13. března | Stíhací závod (ženy) | 17.30         | 60              |
| 14. března | Smíšená štafeta      | 10.25         | 25 týmů         |
| 14. března | Smíšený závod dvojic | 13.45         | 26 týmů         |

## Průběh závodů
Závody v Novém Městě jsou posledním reprezentačním vystoupením Ondřeje Moravce. Již dříve avizoval, že v další sezóně světového poháru nebude startovat a před těmito závody potvrdil, že na poslední podnik světového poháru ve švédském Östersundu neodcestuje.

### Sprinty
Závod mužů probíhal za velmi dobrých střeleckých podmínek. Jako druhý startoval Nor Tarjei Bø, který byl na střelnici bezchybný a vedl průběžné pořadí v cíli. Brzy poté zastřílel i druhou položku čistě Francouz Quentin Fillon Maillet a odjížděl do posledního kola s náskokem 11 vteřin na Nora. Tento odstup udržel až do cíle a zvítězil, celkově popáté v kariéře a poprvé se sprintu. Na třetím místě se dlouho udržoval další Francouz Émilien Jacquelin, kterého však předstihl Ital Lukas Hofer, který se na stupně vítězů probojoval poprvé po dvou letech. V boji o celkové prvenství a velký křišťálový glóbus mezi Sturlou Laegreidem a Johannesem Bø více dařilo mladšímu Laegreidovi, který dojel pátý, zatím lídr průběžného pořadí po dvou chybách na úvodní položce obsadil až deváté místo.
Čeští biatlonisté zajeli nejlepší závod v sezóně, když všichni závodníci postoupili do stíhacího závodu. Michal Krčmář zastřílel obě položky čistě, a i když z počátku běžel pomaleji, zrychlením v posledním kole dosáhl na 12. místo v cíli. Jakub Štvrtecký a Mikuláš Karlík s jednou a dvěma chybami na střelnici obsadili 29. a 34. pozici, Karlík tak poprvé v kariéře získal body ve světovém poháru. Vítězslav Hornig s jedním nezasaženým terčem skončil na 50. místě a poprvé v kariéře postoupil do stíhacího závodu. Do něj z 59. místo postoupil i Ondřej Moravec se třemi chybami.
Ve sprintu žen startovala s číslem 1 Němka Denise Herrmannová. Na střelnici neudělala žádnou chybu a dlouho si v cíli držela průběžné vedení. Nepředstihla ji ani Italka Dorothea Wiererová, která rychle střílela, ale na trati ztratila na Němku přes deset vteřin. Vedoucí průběžného pořadí světového poháru Norka Tiril Eckhoffová se v prvním i druhém kole udržovala v čele. Při střelbě vstoje však nezasáhla jeden terč a odjížděla do posledního kola dvě vteřiny za Italkou. Zde ještě dokázala zrychlit a o šest vteřin zvítězila před Hermannovou. 
Čeští trenéři nasadili nejlepší biatlonistky z důvodů předpovědi počasí až do poslední skupiny. Nejdříve proto startovaly Eva Puskarčíková a Jessica Jislová. Obě udělaly jednu chybu při střelbě vstoje. Puskarčíková střílela rychleji, ale Jislová měla lepší běžecký čas a dojela na 31. místě, Puskarčíková pak o dvě místa za ní. Markéta Davidová pak běžela rychleji, ale udělala také jednu chybu při druhé střelecké položce. Průběžně dojela na 10. místě. Poslední startovala Lucie Charvátová, která střílela stejně jako ostatní české reprezentantky. Běžela pomaleji, ale zase rychleji střílela. Do cíle dojela o tři vteřiny před Davidovou, která tak klesla na konečnou 11. pozici.

### Stíhací závody
Během závody mužů vál nárazový a proměnlivý vítr a žádný biatlonista nesestřelil všech 20 terčů. I proto se pořadí v čele často měnilo. Po druhé střelbě odjížděli s náskokem Ital Lukas Hofer, Nor Sturla Holm Laegreid a Francouz Émilien Jacquelin. Všichni však při třetí položce jednou chybovali, do vedoucí skupiny se dostali další a k poslední střelbě přijížděla spolu šestice závodníků. Z nich zastříleli čistě jen Jaqualine a jeho krajan Quentin Fillon Maillet. Další jeli za nimi se ztrátou více než 20 sekund. Jaqualine však zpomaloval a brzy se před něj dostal Nor Johannes Thingnes Bø. Ten předvedl nejlepší běh, ale Maillet si první místo udržel a zvítězil, stejně jako ve čtvrtečním sprintu. Nejlepší zlepšení oproti sprintu zaznamenal Nor Endre Strømsheim, který se posunul z 48. místa o třicet příček na 18. místo.
Z českých závodníků dojel nejlépe Michal Krčmář. Vleže střílel čistě, ale při první střelecké položce nezasáhl dva terče a klesl na 16. pozici. Pak se zlepšoval, a s celkově pomalejším během dojel na třináctý. Junior Mikuláš Karlík nesestřelil tři terče při druhé položce vleže. Jinak ale na střelnici nechyboval a s nejlepším během z českých reprezentantů dojel na 26. místě, což bylo jeho nejlepší umístění v reprezentační kariéře. Mimo body na 42. pozici dokončil závod Jakub Štvrtecký s šesti nezasaženými terči. Ondřej Moravec v posledním individuálním závodě své kariéry dojel na 52. místě a Vítězslav Hornig čtyři místa za ním.
V závodě žen jela od začátku v čele Norka Tiril Eckhoffová. Udělala jen jednu chyby na střelnici, a i když v posledních kolech nepatřila mezi nejrychlejší běžkyně, stále si udržovala více než půlminutový náskok na druhou Bělorusku Dzinaru Alimbekavovou. V celkovém hodnocení tohoto ročníku světového poháru získala rozhodující náskok a s předstihem poprové v kariéře vybojovala velký křišťálový glóbus pro celkovou vítězku. Alimbekavová si druhé místo vybojovala bezchybnou střelbou. Třetí dojela Němka Franziska Preussová, která se na tomto místě udržovala od třetí střelby. Markéta Davidová udělala jednu chybu při střelbě vleže a dosáhla celkově třetího běžeckého času. Do posledního kola odjížděla pátá, ale brzy ji předjela Norka Marte Olsbuová Røiselandová a Davidová tak dojela na šestém místě. Dařilo se i Evě Puskarčíkové, která se dvěma nezasaženými terči, ale horším během dokončila závod na 29. pozici. Lucie Charvátová začala dobře, když se s dvěma chybami na střelnici a rychlým během udržovala za desátým místem. Pak ale nezasáhla celkem pět terčů vstoje a skončila těsně za Puskarčíkovou. Jessica Jislová udělala celkem pět střeleckých chyb a dojela na 49. pozici. Největší posun v závodě zaznamenala Rakušanka Dunja Zdoucová, která se dokázala díky bezchybné střelbě se startovním číslem 41 zlepšit na 13. místo.

### Smíšená štafeta
Závod měl jednoznačný průběh. Tiril Eckhoffová se po první střelbě dostala do čela a norská štafeta pak už první místo neopustila. Při střelbě potřebovala jen celkem čtyři náhradní náboje a do cíle dojela s více než minutovým náskokem. O druhé místo se celý závod bojovalo. Rozhodla poslední střelba, při které udělala Ital Lukas Hofer méně chyb než Švéd Martin Ponsiluoma. Čtvrtý skončil francouzský tým, který jel jedno trestné kolo. 
Českou štafetu rozjížděla  Jessica Jislová, která čtyřikrát chybovala na střelnici a předávala na 16. pozici. Markéta Davidová pak také třikrát chybovala, ale jela velmi rychle a zlepšila české postavení o devět míst. Mikuláš Karlík jel také rychle, ale při střelbě vleže nezareagoval správně na měnící se vítr, musel na trestné kolo a klesl na 10. místo. Michal Krčmář však nezvládl střelbu, celkem pětkrát dobíjel, měl jen průměrný běžecký čas a klesl na 11. pozici v cíli. Ze všech štafet potřebovali Češi nejvíce náhradních nábojů – celkem 17.

### Smíšený závod dvojic
Tento závod byl posledním závodem Ondřeje Moravce v reprezentační kariéře. Na jeho úvodu se však česká štafeta v pořadí propadla, když Lucie Charvátová nezasáhla vstoje ani jeden terč, musela na pět trestných kol a předávala na 23. místě.  Moravec pak vleže chyboval čtyřikrát a jel jedno trestné kolo. Český tým se tou dobou pohybovala na poslední pozici. V čele jelo Norsko s Francií, kterou po trestných kolech Antonina Guigonnata nahradilo Švédsko a Spojené státy. Do posledního kola vyjížděl o pět vteřin první Nor Sturla Holm Laegreid. Švéd Sebastian Samuelsson jej však v průběhu kola dojel a cílové rovince předstihl. Třetí místo obsadila překvapivě štafeta USA, když Sean Doherty udržel náskok před Rakušanem Simonem Ederem. 
Česká štafeta pak musela vinou Charvátové na další trestné kolo, ale Moravec zastřílel obě svoje poslední položky čistě, zlepšil se o pět míst a dojel jako sedmnáctý. Do cíle dojel za ovací realizačního týmu i ostatních českých závodníků.

## Umístění na stupních vítězů

### Muži
| Disciplína              | První místo            | Výkon             | Druhé místo          | Výkon             | Třetí místo       | Výkon             |
| Sprint (10 km)          | Quentin Fillon Maillet | 22.07,2 (0+0)     | Tarjei Bø            | 22.18,5 (0+0)     | Lukas Hofer       | 22.22,0 (0+0)     |
| Stíhací závod (12,5 km) | Quentin Fillon Maillet | 28.46,7 (1+1+0+0) | Johannes Thingnes Bø | 28.54,7 (1+0+0+1) | Émilien Jacquelin | 29.01,3 (0+0+1+0) |

### Ženy
| Disciplína            | První místo      | Výkon             | Druhé místo          | Výkon             | Třetí místo         | Výkon             |
| Sprint (7,5 km)       | Tiril Eckhoffová | 18:11,1 (0+1)     | Denise Herrmannová   | 18:17,2 (0+0)     | Dorothea Wiererová  | 18:21,6 (0+0)     |
| Stíhací závod (10 km) | Tiril Eckhoffová | 27:13,6 (0+1+0+0) | Dzinara Alimbekavová | 27:48,2 (0+0+0+0) | Franziska Preussová | 27:53,8 (0+1+0+1) |

### Smíšené štafety
| Disciplína                            | První místo                                                                        | Výkon                                                     | Druhé místo                                                             | Výkon                                                     | Třetí místo                                                              | Výkon                                                     |
| Smíšená štafeta (4×6 km)              | Norsko Tiril Eckhoffová Marte Olsbuová Røiselandová Tarjei Bø Johannes Thingnes Bø | 1:01:24,1 (0+0) (0+0) (0+1) (0+0) (0+0) (0+2) (0+1) (0+0) | Itálie Lisa Vittozziová Dorothea Wiererová Dominik Windisch Lukas Hofer | 1:02:32,8 (0+2) (0+2) (0+1) (0+1) (0+2) (0+1) (0+0) (0+1) | Švédsko Elvira Öbergová Anna Magnussonová Jesper Nelin Martin Ponsiluoma | 1:02:46,8 (0+3) (0+1) (0+1) (0+0) (0+0) (0+1) (0+1) (0+3) |
| Smíšený závod dvojic (1×6 + 1×7,5 km) | Švédsko Linn Perssonová Sebastian Samuelsson                                       | 37.41,4 (0+0) (0+3) (0+1) (0+0) (0+1) (0+1) (0+0) (0+1)   | Norsko Ingrid Landmark Tandrevoldová Sturla Holm Laegreid               | 37.42,9 (0+0) (0+2) (0+0) (0+1) (0+1) (0+1) (0+1) (0+0)   | Spojené státy americké Susan Dunkleeová Sean Doherty                     | 38.07,5 (0+0) (0+3) (0+0) (0+1) (0+1) (0+1)               |

## Pořadí zemí
| Pořadí | Země                   | 1. místo | 2. místo | 3. místo | Celkově |
| ------ | ---------------------- | -------- | -------- | -------- | ------- |
| 1.     | Norsko                 | 3        | 3        | 0        | 6       |
| 2.     | Francie                | 2        | 0        | 1        | 3       |
| 3.     | Švédsko                | 1        | 0        | 1        | 2       |
| 4.     | Itálie                 | 0        | 1        | 2        | 3       |
| 5.     | Německo                | 0        | 1        | 1        | 2       |
| 6.     | Bělorusko              | 0        | 1        | 0        | 1       |
| 7.     | Spojené státy americké | 0        | 0        | 1        | 1       |
|        | Celkem                 | 6        | 6        | 6        | 18      |